# Cmentarz wojenny nr 331 – Podłęże
Cmentarz wojenny nr 331 – Podłęże – był to austriacki cmentarz wojenny z okresu I wojny światowej wybudowany przez Oddział Grobów Wojennych C. i K. Komendantury Wojskowej w Krakowie na terenie jego okręgu IX Bochnia.
Znajdował się przy dzisiejszej ul. Piaski w centrum miejscowości Podłęże w powiecie wielickim województwa małopolskiego.
Niewielka nekropolia powstała przy pochodzącej z początków XIX wieku kolumnie maryjnej. Pochowano na niej 6 żołnierzy austro-węgierskich oraz 1 żołnierza rosyjskiego. Cmentarz projektował Franz Stark.
W latach 30. XX wieku cmentarz zlikwidowano, prochy poległych ekshumowano i przeniesiono na cmentarz wojenny nr 327. 
Pozostał pomnik maryjny, który właściciel posesji ogrodził, budując cztery słupki i łącząc je oryginalnym, pochodzącym z tegoż cmentarza łańcuchem.